# Campionati professionali di tennis
I Campionati professionali di tennis erano i tre tornei più importanti del circuito tennistico professionale tra il 1927 e 1967, quando tutti i tornei tradizionali, compresi quelli del cosiddetto Grande Slam, erano riservati ai giocatori non professionisti. Questi tre tornei si chiamavano: Campionato di Wembley, che si disputava a Londra, Campionato United States Pro, che si disputava a Boston e Campionato French Pro, che si disputava a Parigi. 
Il Campionato United States Pro tra il 1955 e 1962 fu disputato a Cleveland in uno stadio al coperto. I tornei di Boston e Londra furono disputati ancora dopo il 1968, ma non furono più di primaria importanza mondiale. Da notare che a questi tre tornei e agli altri della lega professionale partecipavano i migliori tennisti di tale periodo dopo aver vinto o essersi distinti nei tornei del Grande Slam, che all'epoca non includevano giocatori professionisti. 
I tennisti più vincenti risultarono Ken Rosewall con 20 vittorie, Rod Laver con 19 e Pancho Gonzales con 12. Dal 1954 al 1966 si aggiunse un quarto importante torneo disputato in Australia, ossia il Campionato Australiano Professionale.

## Albo d'oro
| Anno | US Pro          | Wembley          | French Pro          |
| ---- | --------------- | ---------------- | ------------------- |
| 1927 | Vinny Richards  |                  |                     |
| 1928 | Vinny Richards  |                  |                     |
| 1929 | Karel Koželuh   |                  |                     |
| 1930 | Vinny Richards  |                  | Karel Koželuh       |
| 1931 | Bill Tilden     |                  | Martin Plaa         |
| 1932 | Karel Koželuh   |                  | Robert Ramillon     |
| 1933 | Vinny Richards  |                  | Bill Tilden         |
| 1934 | Hans Nüsslein   | Ellsworth Vines  | Bill Tilden         |
| 1935 | Bill Tilden     | Ellsworth Vines  | Ellsworth Vines     |
| 1936 | Joe Whalen      | Ellsworth Vines  | Henri Cochet        |
| 1937 | Karel Koželuh   | Hans Nüsslein    | Hans Nüsslein       |
| 1938 | Fred Perry      | Hans Nüsslein    | Hans Nüsslein       |
| 1939 | Ellsworth Vines | Don Budge        | Don Budge           |
| 1940 | Don Budge       | non disputato    | non disputato       |
| 1941 | Fred Perry      | non disputato    | occupazione tedesca |
| 1942 | Don Budge       | non disputato    | occupazione tedesca |
| 1943 | Bruce Barnes    | non disputato    | occupazione tedesca |
| 1944 | non disputato   | non disputato    | occupazione tedesca |
| 1945 | Welby Van Horn  | non disputato    | non disputato       |
| 1946 | Bobby Riggs     | non disputato    | non disputato       |
| 1947 | Bobby Riggs     | non disputato    | non disputato       |
| 1948 | Jack Kramer     | non disputato    | non disputato       |
| 1949 | Bobby Riggs     | Jack Kramer      | non disputato       |
| 1950 | Pancho Segura   | Pancho Gonzales  | Pancho Segura       |
| 1951 | Pancho Segura   | Pancho Gonzales  | non disputato       |
| 1952 | Pancho Segura   | Pancho Gonzales  | non disputato       |
| 1953 | Pancho Gonzales | Frank Sedgman    | Frank Sedgman       |
| 1954 | Pancho Gonzales | non disputato    | non disputato       |
| 1955 | Pancho Gonzales | non disputato    | non disputato       |
| 1956 | Pancho Gonzales | Pancho Gonzales  | Tony Trabert        |
| 1957 | Pancho Gonzales | Ken Rosewall     | non disputato       |
| 1958 | Pancho Gonzales | Frank Sedgman    | Ken Rosewall        |
| 1959 | Pancho Gonzales | Malcolm Anderson | Tony Trabert        |
| 1960 | Alex Olmedo     | Ken Rosewall     | Ken Rosewall        |
| 1961 | Pancho Gonzales | Ken Rosewall     | Ken Rosewall        |
| 1962 | Butch Buchholz  | Ken Rosewall     | Ken Rosewall        |
| 1963 | Ken Rosewall    | Ken Rosewall     | Ken Rosewall        |
| 1964 | Rod Laver       | Rod Laver        | Ken Rosewall        |
| 1965 | Ken Rosewall    | Rod Laver        | Ken Rosewall        |
| 1966 | Rod Laver       | Rod Laver        | Ken Rosewall        |
| 1967 | Rod Laver       | Rod Laver        | Rod Laver           |